# Schwabe Verlag
Der Schwabe Verlag mit Sitz in Basel in der Schweiz führt sich auf die im Jahr 1488 gegründete Offizin von Johannes Petri zurück und ist seither, beziehungsweise seit dem Beitritt Basels zur Eidgenossenschaft im Jahr 1501, ein unabhängiges Schweizer Familienunternehmen. Seit dem Jahr 2017 besteht zudem eine Niederlassung in Berlin.
Mit seiner Gründung im Jahr 1488 ist der Verlag noch vor der Cambridge University Press (1534) das älteste Verlagshaus der Welt.

## Verlag
Mit Schwerpunkt Geisteswissenschaften publiziert Schwabe jährlich rund 120 Bücher sowie Zeitschriften. Das akademische Lektorat und die Zusammenarbeit mit universitären Institutionen und Akademien sichern die wissenschaftliche Qualität von Einzeltiteln, Grossprojekten (z. B. Historisches Lexikon der Schweiz, Historisches Wörterbuch der Philosophie, Grundriss der Geschichte der Philosophie, Augustinus-Lexikon, sowie Gesamtausgaben, etwa von Karl Jaspers, Karl Leonhard Reinhold, Johann Georg Sulzer und Jacob Burckhardt, letztere zusammen mit C. H. Beck oder das Allgemeine deutsche Glossarium von Johann Jakob Spreng) und der über 20 laufenden Reihen.
Der Verlag verwendet als Signet die aus der Schule Hans Holbein gestaltete Druckermarke der Buchdruckerfamilie Petri, welche die Bibelstelle Jeremias 23,29 illustriert: «Sind nicht meine Worte wie Feuer, spricht der Herr, wie ein Hammer, der den Felsen zerschmeisst?»

## Schwabe Verlagsgruppe
Seit 2018 ist der Schwabe Verlag Teil der Schwabe Verlagsgruppe, zu der auch die Verlage NZZ Libro und Zytglogge gehören. Der bislang zur Schwabe Verlagsgruppe gehörende Verlag Bergli Books ist seit dem 1. Juli 2021 ein Imprint des Buch- und Spieleverlag Helvetiq aus Basel/Lausanne. Der traditionsreiche Medizin-Teil des Verlages mit den Zeitschriften Swiss Medical Weekly (gegründet 1871), Swiss Medical Forum und weiteren wurde 1997 in den Schweizerischen Ärzteverlag EMH eingebracht, an dem das Unternehmen eine Beteiligung hält.
Der Produktionsbereich, die Druckerei Die Medienmacher AG in Muttenz, musste im Januar 2020 eingestellt werden.

## Geschichte

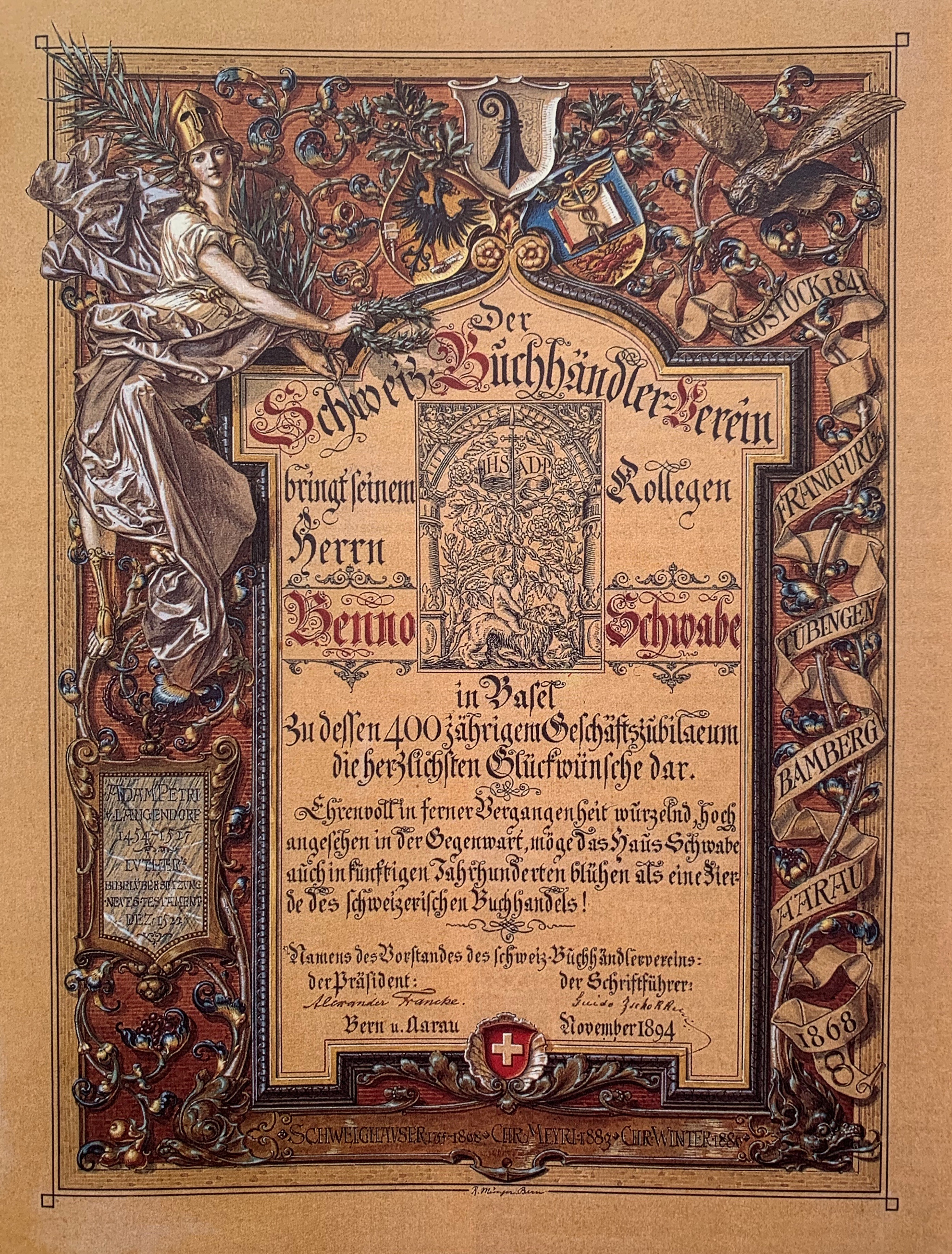
Jubiläumsurkunde zum 400-jährigen Geschäftsjubiläum, 1894

Im November 1488 kaufte Johannes Petri von Langendorf bei Hammelburg in Franken, der noch zu Lebzeiten Gutenbergs in Mainz die Buchdruckerkunst und den Schriftguss erlernt hatte, das Basler Bürgerrecht und das Zunftrecht der Safranzunft. In der Folge veröffentlichte er teils selbständig, mehrheitlich aber in Druck- und Verlagsgemeinschaft mit Johannes Amerbach und Johannes Froben. Nach seinem Tod übernahm sein Neffe Adam Petri das Geschäft und druckte fast alle wichtigen Schriften Martin Luthers nach. Adams Sohn Heinrich Petri druckte Literatur von der Theologie über klassische Autoren und Zeitgeschichte bis zur Mathematik und Naturwissenschaft, Medizin und Alchemie, darunter zahlreiche Sammelwerke und Enzyklopädien. 1556 wurde er von Kaiser Karl V. in den Adelsstand erhoben. Seine Nachkommen nannten sich fortan Henricpetri.

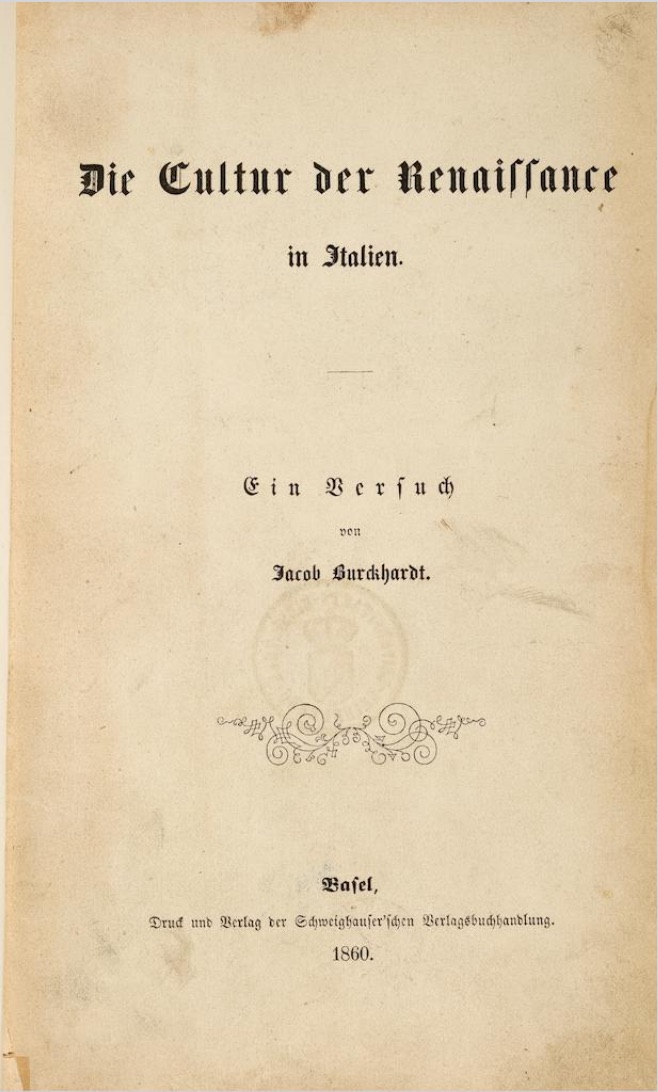
Jacob Burckhardt: Die Cultur der Renaissance in Italien, Erstausgabe bei der Schweighauserischen Verlagsbuchhandlung, Basel 1860.

Nach Heinrich Petris Tod 1579 führte Sebastian Henricpetri während 50 Jahren den Betrieb weiter. Von dessen Erben übernahm Jacob Bertsche 1660 die Firma, die dann über die Familie Lüdi und die Druckerdynastie der Decker (Johann Jacob Decker II und später Georg Jacob Decker) an die Familien Johann Jacob Thurneysen und Johann Heinrich Wieland überging. 1766 übernimmt Johannes Schweighauser schrittweise das Unternehmen und macht aus der ehemaligen Decker-Druckerei die Schweigerhauserische Verlagsbuchhandlung. Diese wurde nach mehrfachen Umgestaltungen 1868 von Benno Schwabe übernommen, der 1894 (das ursprüngliche Dokument von 1488 war noch nicht wiederentdeckt) das 400-jährige Betriebsjubiläum feierte. Benno Schwabes Söhne Karl und Benno II führten das Unternehmen ins 20. Jahrhundert. Ab 1950 übernahm sein Enkel Christian Overstolz sen., 1963 dessen Sohn Christian Overstolz jun. die Firma. Diese wurde schliesslich von einer Kollektivgesellschaft in eine in Familienbesitz befindliche Aktiengesellschaft umgewandelt.
2009 trat der Verlag als erstes Schweizer Unternehmen dem Börsenverein des Deutschen Buchhandels bei.
Während der Zeit des Zweiten Weltkriegs, ab 1941 lancierte der Verlag mit dem Herausgeber Hans-Urs von Balthasar die vielbeachtete Sammlung Klosterberg, eine Edition literarischer Werke «gegen die geistesdürre und sehschwache Epoche». Neben der Europäischen Reihe internationaler Geistesgrössen betreute Walter Muschg eine Schweizerische Reihe älterer und neuer helvetischer Literatur.
In der Reihe Schwabe reflexe reflektieren renommierte Autorinnen und Autoren aus philosophischer Perspektive auf aktuelle Fragen unserer Gesellschaft und ihrer Zukunft.
Seit 2021 integriert der Schwabe Verlag (Basel/Berlin) seine Bücher in die eLibrary des Nomos Verlags.

## Autoren (Auswahl)
Annemarie Pieper, Helmut Holzhey, Karl Pestalozzi, Alexander Honold, Jeanne Hersch, Hans Kunz, Peter Strasser, Vittorio Hösle, Heinrich Löffler, Joachim Heinzle, Wolfram Groddeck, Nikolaus Henkel, Caroline Arni, Christine Christ-von Wedel, Angelika Krebs, Edgar Bonjour, Eduard Kaeser, Elisabeth Décultot, Anton Hügli, Hellmut Flashar, Gottfried Gabriel, Andreas Urs Sommer, Emil Angehrn, Ruedi Imbach, Peter Schulthess, Ursula Renz, Andreas Kablitz, Stefan Lorenz Sorgner, Christoph Riedweg, Christoph Horn, Herfried Münkler, Theo Kobusch, Johannes Rohbeck, Maurizio Ferraris, Hans Joas, Hermann Lübbe, John Marenbon, Michael Erler, Ulrich Rudolph, Godehard Brüntrup, Kurt Flasch, Kurt Salamun, Gerald Hartung, Laurent Cesalli, Dominik Perler, Tristan Weddigen, Philipp Theisohn, Klaus Ridder, Michael Stolz, Leopold Szondi, Susanne Michl, Andreas Kablitz, Wolfgang W. Müller, Hans-Joachim Ziegeler, Georg Kreis, Jan Röhnert.

## Ausgewählte frühe Autoren und (Erst-)Publikationen

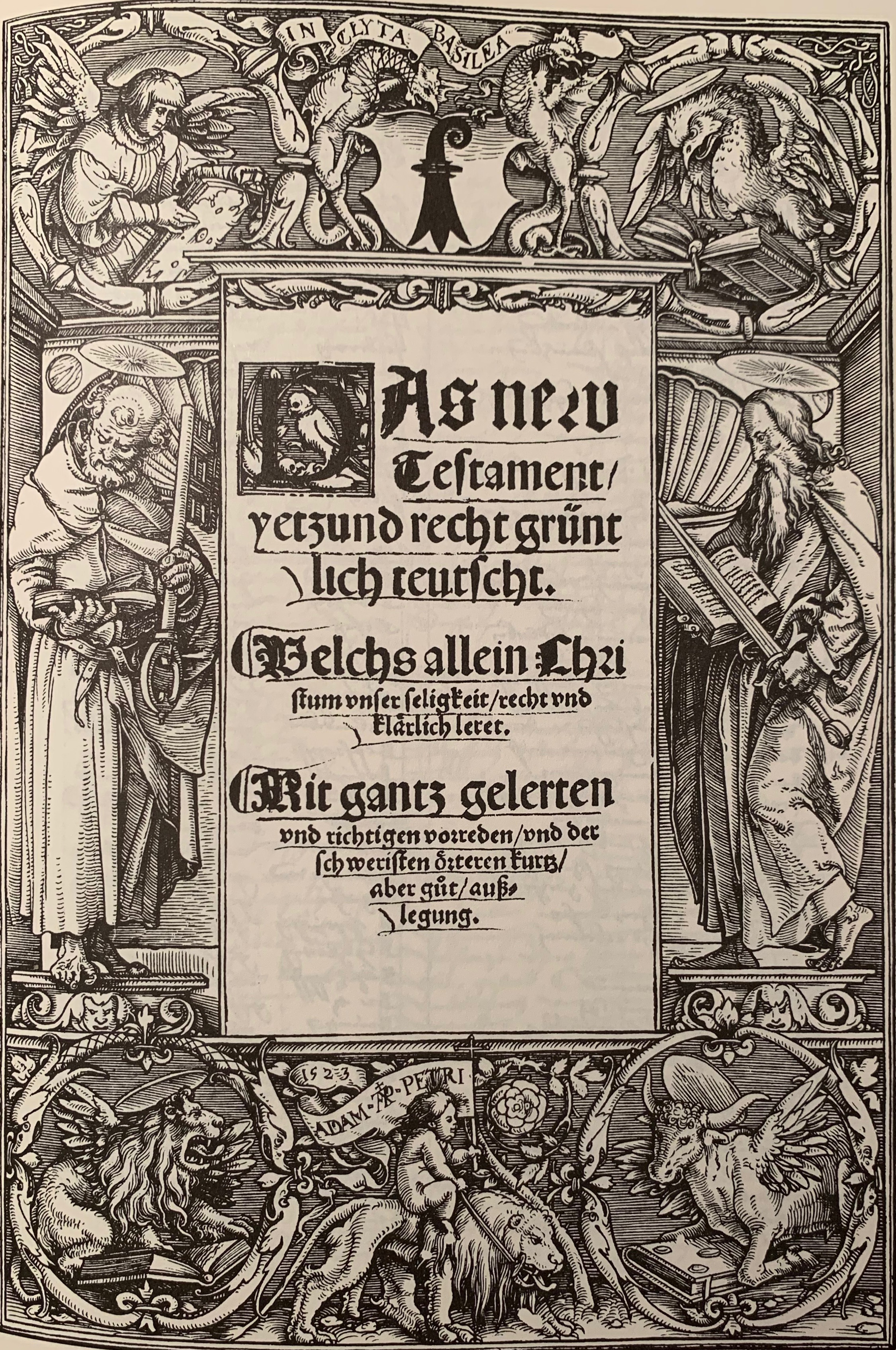
Titelblatt der ersten Ausgabe der Luther-Bibel, Adam Petri, Basel 1522/23

1506 Ambrosius von Mailand, 1506 Augustinus: Gesamtausgabe, zusammen mit Johannes Amerbach und Johannes Froben, 1512 Ambrogio Calepino: Dictionarium, 1519 Joachim Vadian: Ein kurtz und trüwlich underricht wider die sorgklich kranckeyt der Pestilentz, 1520 Erasmus von Rotterdam: Enchiridion militis Christiani, 1522 Martin Luther: Das Neue Testament (Das new testament yetzund recht grüntlich teutsch). Nachdruck der ersten Bibelübersetzung (Sept. 1522 in Wittenberg) innert drei Monaten, 1523 Martin Luther: Das Alte Testament deutsch, 1544 Sebastian Münster: Cosmographia, 1554 Francesco Petrarca: erste vollständige Gesamtausgabe, 1557 Giovanni Pico della Mirandola: Opera omnia (erste vollständige Gesamtausgabe), 1559 Sebastian Castellio: Herodoti Halicarnassei Historiae Historien des Herodot, 1565 Nicolaus Cusanus Opera, 1566 Nikolaus Kopernikus: De revolutionibus orbium coelestium, zweite Auflage, 1572 Sebastian Brant: Das Narrenschiff, 1576 Marsilio Ficino: Gesamtausgabe, 1580 Christian Wurstisen: Baszler Chronik, 1586 Paracelsus (zugeschrieben): WunderArtzney Verborgene Geheimnisse Allergeheimnissen, 1590 Ambrogio Calepino: Dictionarium (erstmals in elf Sprachen), 1680 Francois Mauriceau: Tractat von Kranckheiten schwangerer und gebärender Weibspersonen, 1781 Johann Heinrich Pestalozzi: Lienhard und Gertrud, 1797 Peter Ochs: Geschichte der Stadt und Landschaft Basel, 1802 Napoleon Bonaparte: An die Bewohner Helvetiens! (Proklamation von St. Cloud), 1838 Jacob Grimm über seine Entlassung, 1839 Wilhelm Wackernagel: Altdeutsches Lesebuch nebst Wörterbuch, 1853 Jacob Burckhardt: Die Zeit Constantin’s des Grossen, 1855 Jacob Burckhardt: Cicerone, 1860 Jacob Burckhardt: Die Cultur der Renaissance in Italien, 1897 Johann Jakob Bachofen: Das Mutterrecht, 1937 Grete De Francesco: Die Macht des Charlatans, 1944 Robert Walser: Vom Glück des Unglücks und der Armut, 1946 Max Frisch: Nun singen sie wieder, 1947 Friedrich Dürrenmatt: Es steht geschrieben.